# Редкин, Пётр Григорьевич
Пётр Григо́рьевич Ре́дкин (4 октября [16 октября] 1808, Ромны, Полтавская губерния — 7 марта [19 марта] 1891, Санкт-Петербург) — русский правовед, историк философии, профессор Московского университета, профессор и ректор Санкт-Петербургского университета; член Государственного совета. Действительный тайный советник.

## Биография
Родился 4 (16) октября 1808 года в городе Ромны Полтавской губернии, в семье зажиточного малороссийского дворянина-помещика, участника итальянского похода А. В. Суворова, впоследствии полицмейстера в Ромнах. Четверо братьев и сестёр умерли в младенчестве и Пётр оказался единственным достигшим совершеннолетия.
С декабря 1816 года учился в Роменском трёхклассном уездном училище, которое окончил в 1820 году с отличием и в ноябре того же года поступил в открывшуюся Нежинскую гимназию высших наук князя Безбородко. После окончания Нежинской гимназии в 1826 году (первый выпуск гимназии) он поступил на отделение нравственных и политических наук Московского университета и через два года обучения по инициативе М. М. Сперанского для подготовки к профессорской деятельности был отправлен в Дерптский университет — в июне 1828 года он был принят в открывшийся там в феврале Профессорский институт, вместо обучавшегося там Шаманского.
По окончании обучения, 5 октября 1830 года П. Г. Редкин был причислен ко II отделению «Собственной Его Императорского Величества Канцелярии» и в ноябре, вместе с П. Д. Калмыковым, отправлен за границу, где пробыл до лета 1834 года. В Берлинском университете П. Г. Редкин слушал, кроме прочего, лекции Гегеля по философии права. Позднее им была опубликована первая в России работа о философии Гегеля.
Вступил в службу 9 июня 1834 года. В сентябре 1835 года, получив диплом доктора права, он был назначен в Московский университет читать «Энциклопедию законоведения и государственных законов» в должности экстраординарного профессора; 24 марта 1837 года Редкин вместе с С. И. Баршевым и Н. И. Крыловым был произведён в ординарные профессора. Редкин читал в Московском университете государственное право, философию права по Гегелю, сравнительный курс современного гражданского права во Франции и Англии, историю философии права. Будучи гегельянцем, он выстраивал свои лекции по принципу гегелевской триады: делил их на три части, из которых каждую делил снова на три и т. д.
Во время работы в Московском университете П. Г. Редкин также занимался развитием педагогической науки; переводил тексты о государстве и законах из Платона, Аристотеля, Цицерона и др. Известно, что его лекции оказали большое влияние на последующий выбор студента К. Д. Ушинского, слушавшего его лекции, заняться педагогикой.
Также П. Г. Редкин занимался издательской деятельностью, издавал журналы «Юридические записки» (1841—1842), «Новая библиотека для воспитания» (1843—1846), «Новая библиотека для воспитания» (1847—1849) и некоторые другие.
П. Г. Редкин был дружен с Виссарионом Белинским и Александром Герценом.
В 1841—1847 годах, одновременно с профессорской деятельностью в московском университете, он состоял инспектором над частными учебными заведениями в Москве. В 1844 году вторично получил степень доктора после защиты диссертации «Об уголовной кодификации», которая была им напечатана ещё в 1842 году в «Юридических записках».
В июле 1848 года П. Г. Редкин покинул Московский университет из-за обвинений в «вольнодумстве», сохранив за собой должность инспектора классов Александринского сиротского института. С июля 1849 года по рекомендации В. И. Даля он служил в канцелярии министра уделов графа Л. А. Перовского; 26 августа 1856 года получил чин действительного статского советника; с января 1866 года был членом Департамента уделов; с сентября 1878 — председателем Департамента уделов. С 1882 года он был членом Государственного совета.
Одновременно, П. Г. Редкин занимался общественной и публицистической деятельностью: с 1859 года он активно участвовал в педагогических собраниях наставников и преподавателей, из которых впоследствии возникло Педагогическое общество, председателем которого он долгое время был; участвовал в организации педагогических журналов «Журнал для воспитания. Руководство для родителей и преподавателей» (1857—1859), «Воспитание» (1860—1863), «Учитель» (1861—1870), где помещал статьи по разным педагогическим вопросам.
В 1863 году П. Г. Редкин вернулся к профессорской деятельности: 12 июня 1863 года он возглавил кафедру «энциклопедии и истории философии права» в Петербургском университете. В 1872 году на экзамене у него провалился студент-первокурсник Гарин-Михайловский, оставивший после этого учёбу в университете окончательно.
С 19 сентября 1873 года по 9 сентября 1876 года был ректором Санкт-Петербургского университета. Теперь, отойдя от гегельянства, он пробовал выступать с позитивистских позиций и, раскрывая в своих лекциях генезис понятий правды и справедливости, сводил, по сути, курс энциклопедии права к изложению философских учений о праве.
В 1878 году он вышел в отставку и последние годы работал над изданием своих лекций по истории философии права
Умер в чине действительного тайного советника в Санкт-Петербурге 7 (19) марта 1891 года. Похоронен на Смоленском лютеранском кладбище.

## Библиография

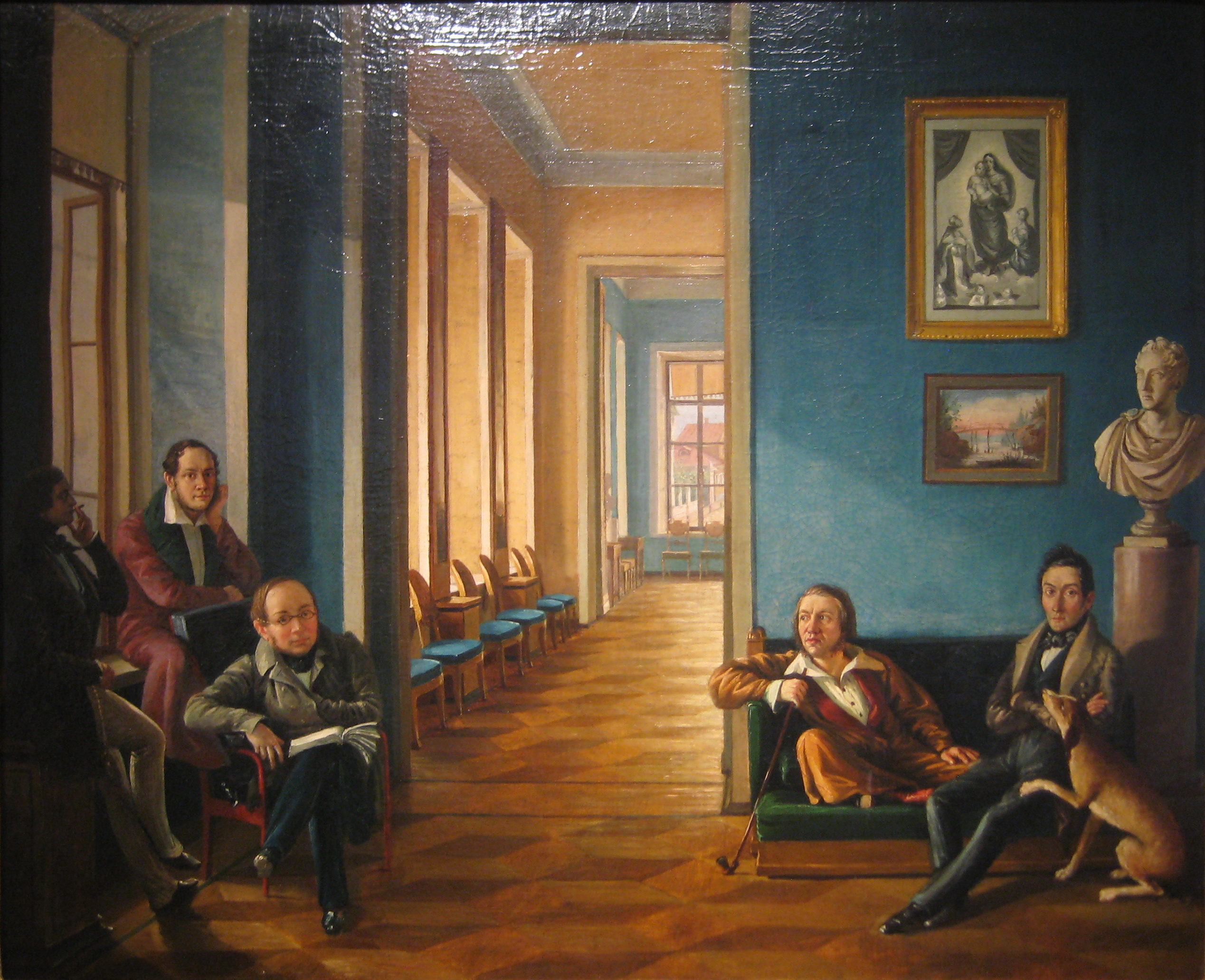
Н. И. Подключников. Интерьер в квартире А. М. Филамофитского в Москве в Антипьевском переулке около улицы Волхонки. После 1835. Изображены слева направо: Г. И. Сокольский, А. М. Филомафитский, П. Г. Редкин, Д. Л. Крюков, Ф. И. Иноземцев